# Congrés Nacional Caldeu
El Congrés Nacional Caldeu és un partit polític caldeu de l'Iraq, fundat el 2002 als Estats Units. El seu líder es Dhia Poutros. Pretén representar els caldeus de tot l'Iraq.
A les eleccions del Parlament del Kurdistan del gener del 2005 va donar suport a la llista de l'Aliança Democràtica Patriòtica del Kurdistan. A les eleccions constituents iraquianes celebrades al mateix moment, va fer coalició amb el Moviment Democràtic Assiri dins de la Llista Nacional Rafidain, però al darrer moment es va retirar deixant sol el seu aliat. A les eleccions parlamentàries del desembre del 2005 va participar amb la Llista Nacional Nahrain, que no va obtenir representació. A les eleccions a les governacions el 2009 es va presentar només a Bàssora, on fou la tercera llista, a només 13 vots de la llista guanyadora. A les eleccions del 2009 al parlament del Kurdistan va donar suport a la Llista Unificada Caldea, que va quedar en tercer lloc, sense representació. Finalment, el març del 2010 a les legislatives iraquianes, va anar en llista pròpia i va quedar tercera de les llistes cristianes amb 6.608 vots i el 9%, però sense aconseguir representació.